# Вінаго африканський
Віна́го африканський (Treron calvus) — вид голубоподібних птахів родини голубових (Columbidae). Мешкає в Африці на південь від Сахари. Виділяють низку підвидів.

## Опис

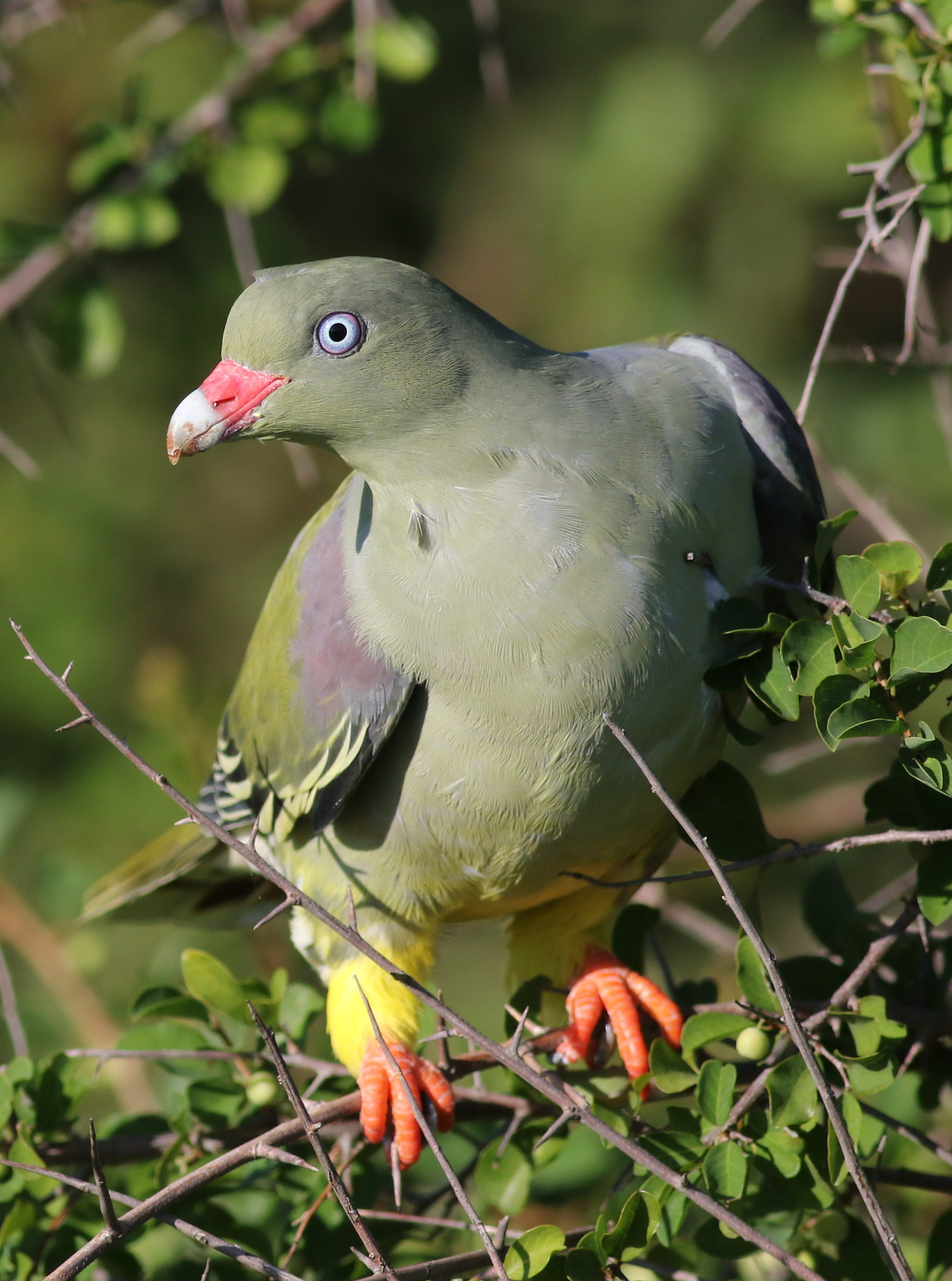
Африканський вінаго (ПАР)

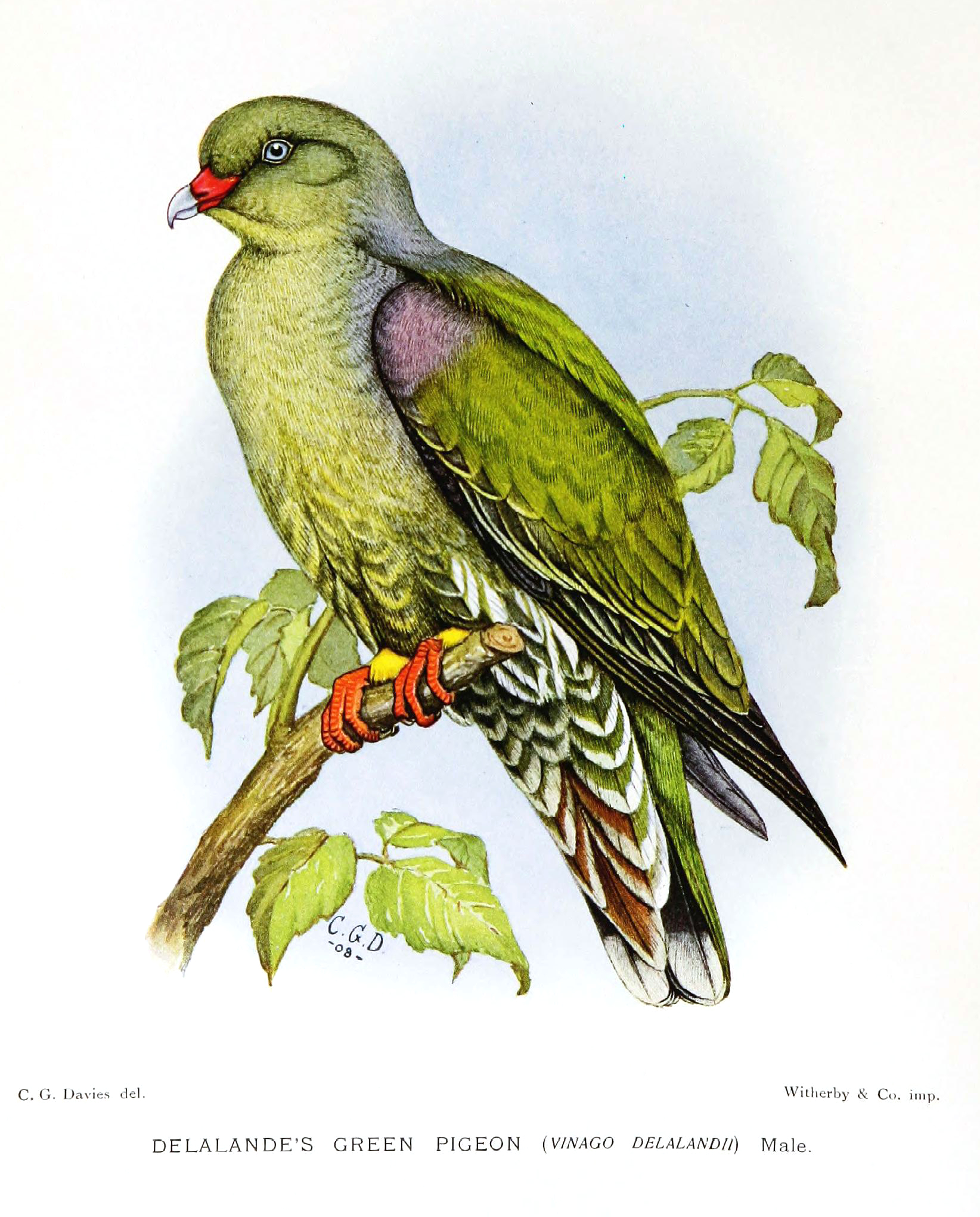
Африканський вінаго

Довжина птаха становить 25-30 см. Забарвлення переважно оливково-зелене. Голова, груди і живіт жовтуваті, спина і задня частина тіла сірі. Дзьоб яскравий, червоний, на кінці світліший, лапи червоні. Самиці мають дещо менш яскраве забарвлення, восковиці у них менші, ніж у самців.

## Підвиди
Виділяють п'ятнадцять підвидів:
- T. c. nudirostris (Swainson, 1837) — від Сенегалу до Гвінеї;
- T. c. sharpei (Reichenow, 1902) — від Сьєрра-Леоне до північного Камеруну;
- T. c. calvus (Temminck, 1811) — від східної Нігерії до центральної Анголи, сходу і півдня ДР Конго;
- T. c. poensis Hartert, E & Goodson, 1918 — острів Біоко;
- T. c. virescens Amadon, 1953 — Сан-Томе і Принсіпі;
- T. c. uellensis (Reichenow, 1912) — від півночі ДР Конго до Південного Судану і південно-західної Ефіопії;
- T. c. gibberifrons (Madarász, 1915) — від Південного Судану до басейну озера Вікторія;
- T. c. brevicera Hartert, E & Goodson, 1918 — від південної Ефіопії до північної Танзанії;
- T. c. wakefieldii Sharpe, 1874 — узбережжя Кенії і північно-східної Танзанії;
- T. c. granti (Van Someren, 1919) — східна Танзанія;
- T. c. salvadorii (Dubois, AJC, 1897) — від південного сходу ДР Конго до західної Танзанії і Мозамбіку;
- T. c. ansorgei Hartert, E & Goodson, 1918 — західна Ангола;
- T. c. schalowi Reichenow, 1880 — від східної Анголи до північно-східної Намібії, північної Ботсвани і західного Зімбабве;
- T. c. vylderi Gyldenstolpe, 1924 — північно-західна Намібія;
- T. c. delalandii (Bonaparte, 1854) — від південного сходу Танзанії до ПАР.

## Поширення і екологія
Африканські вінаго живуть у вологих і сухих тропічних лісах, на узліссях, в сухих чагарникових заростях, рідколіссях і саванах, в мангрових лісах, на полях і плантаціях, в парках і садах. Ведуть деревний спосіб життя, живляться плодами, зокрема плодами фікусу Ficus sur, сикомори, шафрану Cassine, сливи Pappea, буйволової шипшини Ziziphus mucronata, водяної ягоди Syzygium cordatum і африканського чорного дерева Diospyros mespiliformis. Гніздяться на деревах, гніздо являє собою невелику платформу з гілочок. В кладці 1-2 яйця, інкубаційний період триває 13-14 днів, пташенята покидають гніздо через  12 днів після вилуплення.